# Wasyl Boluch
Wasyl Boluch (ur. 12 stycznia 1889 w Kutkowcach k. Tarnopola, zm. 1955 w Australii) – ukraiński działacz polityczny, rolnik, działacz UNDO, poseł na Sejm IV i V kadencji w II RP.

## Życiorys
Uczęszczał do ukraińskich gimnazjów w Tarnopolu i Przemyślu (matura w 1909), następnie studiował na wydziałach medycznym (1909–1910) i prawniczym (1912–1914) Uniwersytetu w Wiedniu. Ukończył również roczną Akademię Eksportu w Wiedniu (1912).
Przed I wojną światową (1910–1911) i w toku działań (1914–1918) służył w armii austriackiej (porucznik w 15. pułku piechoty na froncie rosyjskim i włoskim), w latach 1918–1920 w stopniu kapitana w Armii Halickiej (do 1919 komendant Tarnopola i organizator milicji ukraińskiej, następnie w sztabie II Korpusu Ukraińskiej Armii Halickiej). Sekretarz powiatowego komitetu UNDO, przewodniczący Ukraińskiego Stowarzyszenia Kupców i Przemysłowców oraz członek Rady Nadzorczej Ukraińskiego Banku w Tarnopolu, prezes czytelni „Proswity” i „Silśkoho Hospodara” w Kutkowcach, członek wojewódzkiej Rady Fundacji Pracy.
Poseł IV i V kadencji 1935–1939, dwukrotnie (1935 i 1938) wybrany w okręgu wyborczym nr 61 (Tarnopol); członek klubów: od 1935 brak danych; od 1938 Ukraińskiej Reprezentacji Parlamentarnej.
Po II wojnie światowej na emigracji w Australii.